# تلیبانت-ان-آسک
تلیبانت-ان-آسک (به انگلیسی: Talybont-on-Usk) یک منطقهٔ مسکونی در بریتانیا است که در پویس واقع شده‌است. تلیبانت-ان-آسک ۷۱۹ نفر جمعیت دارد.